# Adri van Es
Adrianus (Adri) van Es (Amersfoort, 28 april 1913 - Wassenaar, 6 januari 1994) was een Nederlands viceadmiraal en politicus. Zijn bijnaam in marinekringen was 'IJzeren Adriaan', een andere bijnaam was 'De Sfinx'.

## Marine
Adri van Es begon zijn loopbaan als marineofficier aan het Koninklijk Instituut voor de Marine (KIM), waar hij begin jaren 30 als marineofficier afstudeerde (luitenant-ter-zee derde klasse). Hij commandeerde verschillende marineschepen en was commandant van de kustverdediging te Ameland tijdens de Duitse invasie in 1940. Hij blies, tegen direct bevel van generaal Winkelman in, het geschut op om te voorkomen dat dit in handen van de Duitsers viel. Na de Tweede Wereldoorlog vervolgde hij zijn loopbaan bij de marine. Hij was onder meer commandant van het vliegkampschip Karel Doorman. In 1967 ontving hij de rang van viceadmiraal.

## Politiek
Van Es was als marineofficier enige tijd adjudant van de minister van Defensie. Hij werd in 1963 staatssecretaris voor marinezaken in het kabinet-Marijnen. Ook in de vijf daaropvolgende kabinetten zou hij staatssecretaris zijn. Een conflict met minister De Koster noopte hem als lid van het kabinet-Biesheuvel II tot aftreden. Hij pleitte als staatssecretaris voor de aanschaf van een nucleaire onderzeeër en had zorgen over de aantasting van gezagsverhoudingen in de maatschappij.

## Familie
Adri van Es was de broer van hoogleraar huisartsgeneeskunde J.C. van Es (1921–2008).

## Onderscheidingen
In 1972 werd Van Es benoemd tot Commandeur in de Orde van de Nederlandsche Leeuw.
- Biografisch Portaal: 63516783
- Parlement.com: vg09llh1bywp